# Coligny (tổng)
Tổng Coligny là một tổng của Pháp nằm ở tỉnh Ain trong vùng Rhône-Alpes.

## Địa lý
Tổng này được tổ chức xung quanh Coligny ở quận Bourg-en-Bresse. Độ cao ở đây từ 187 m (Beaupont) đến 575 m (Coligny) với độ cao trung bình 240 m.

## Hành chính
| Giai đoạn | Ủy viên       | Đảng | Tư cách                                                                                       |
| --------- | ------------- | ---- | --------------------------------------------------------------------------------------------- |
| 2004-2010 | Jean Bernadac | UMP  | Maire de Coligny - Suppléant de Xavier Breton, Député de la première circonscription de l'Ain |

## Số đơn vị
Tổng Coligny groupe 9 xã và có dân số 5 994 dân (theo điều tra dân số năm 1999, số lượng không tính trùng).
| Xã          | Dân số | Mã bưu chính | Mã insee |
| ----------- | ------ | ------------ | -------- |
| Beaupont    | 492    | 01270        | 01029    |
| Bény        | 613    | 01370        | 01038    |
| Coligny     | 1 091  | 01270        | 01108    |
| Domsure     | 403    | 01270        | 01147    |
| Marboz      | 2 164  | 01851        | 01232    |
| Pirajoux    | 299    | 01270        | 01296    |
| Salavre     | 285    | 01270        | 01391    |
| Verjon      | 192    | 01270        | 01432    |
| Villemotier | 455    | 01270        | 01445    |

## Biến động dân số
| 1962                                                     | 1968  | 1975  | 1982  | 1990  | 1999  |
| -------------------------------------------------------- | ----- | ----- | ----- | ----- | ----- |
| 5 218                                                    | 5 704 | 5 347 | 5 563 | 5 792 | 5 994 |
| Nombre retenu à partir de 1962 : dân số không tính trùng |       |       |       |       |       |